# Nella McPherson
Nella McPherson es una deportista jamaicana que compitió en natación adaptada y atletismo adaptado. Ganó siete medallas en los Juegos Paralímpicos de Verano en los años 1972 y 1980.

## Palmarés internacional
| Juegos Paralímpicos | Juegos Paralímpicos   | Juegos Paralímpicos | Juegos Paralímpicos |
| Año                 | Lugar                 | Medalla             | Prueba              |
| ------------------- | --------------------- | ------------------- | ------------------- |
| 1972                | Heidelberg (RFA)      | Medalla de oro      | 50 m braza 3        |
| 1972                | Heidelberg (RFA)      | Medalla de oro      | 75 m estilos 3      |
| 1972                | Heidelberg (RFA)      | Medalla de bronce   | 50 m espalda 3      |
| 1980                | Arnhem (Países Bajos) | Medalla de plata    | 50 m braza 3        |
| 1980                | Arnhem (Países Bajos) | Medalla de plata    | 50 m braza 3        |

| Juegos Paralímpicos | Juegos Paralímpicos   | Juegos Paralímpicos | Juegos Paralímpicos    |
| Año                 | Lugar                 | Medalla             | Prueba                 |
| ------------------- | --------------------- | ------------------- | ---------------------- |
| 1972                | Heidelberg (RFA)      | Medalla de bronce   | 4 × 40 m clase abierta |
| 1980                | Arnhem (Países Bajos) | Medalla de plata    | Eslalon 3              |